# Sheffield United F.C.
Sheffield United Football Club je angleški nogometni klub iz mesta Sheffield. Ustanovljen je bil 22. marca 1889 in aktualno igra v Championshipu, 2. angleški nogometni ligi.
Z domačih tekmovanj ima Sheffield 1 naslov državnega prvaka (1897/98) in 2 naslova državnega podprvaka (1896/97, 1899/00), 1 naslov prvaka (1952/53) in 6 naslovov podprvaka (1892/93, 1938/39, 1960/61, 1970/71, 1989/90, 2005/06) 2. angleške lige, 1 naslov prvaka (2016/17) in 1 naslov podprvaka (1988/89) 3. angleške lige, 1 naslov prvaka 4. angleške lige (1981/82) ter 4 naslove prvaka (1899, 1902, 1915, 1925) in 2 naslova podprvaka (1901, 1936) FA Pokala. Z evropskih tekmovanj vidnejših rezultatov še nima.
Domači stadion Sheffielda je Bramall Lane, ki sprejme 32.609 gledalcev. Barve dresov so bela, rdeča in črna. Nadimek nogometašev je The Blades ("Rezila").

## Rivalstvo
Največji rival Sheffielda je Sheffield Wednesday. Srečanja med tema dvema kluboma se imenujejo Steel City derby. Rival Sheffielda je tudi Hull City.